# Médenine
Médenine ou Mednine (em árabe: مدنين; romaniz.: Madanīyīn) é uma cidade do sudeste da Tunísia. É a capital da delegação (espécie de distrito ou grande município) e província  (gouvernorat) de homónimas. A delegação tem 55 km² de área e em 2004 tinha 61 705 habitantes (densidade: 1 121,9 hab./km²).
Situada na planície de Djeffara, a cidade ocupa uma posição central, a sul do golfo de Gabès, 75 km a sudeste de Gabès, 65 km a oeste de Zarzis, 97 km a sudoeste de Houmt Souk (na ilha de Djerba), 50 km a norte de Tataouine e  108 km a oeste da fronteira com a Líbia (distâncias por estrada).
Para a maior parte dos turistas que visitam esta parte do sul da Tunísia, Médenine é conhecida principalmente pelo seu alcácer, uma espécie de celeiro e armazém tradicional fortificado partilhado entre diversas tribos berberes e constituído por células semi-cilíndricas chamadas gorfas. É também o ponto de partida de numerosas excursões turísticas.
A cidade tem alguma indústria, nomeadamente de cerâmica (tijolos e ladrilhos) e engarrafamento de azeite (uma das grandes produções da região, que está coberta de olivais muito pouco densos mas muito extensos). Na aldeia de Koutine, a norte da cidade há também uma fábrica de laticínios, de bebidas gasosas e de engarrafamento da água mineral da marca Jektiss. A cidade conta ainda com um grande hospital, que ostenta o nome do primeiro presidente da república tunisino e herói da independência, Habib Bourguiba, e diversos institutos superiores.

## História
Antes do período colonial francês, Médenine era o principal centro de comércio do sul da Tunísia, que atraía mercadores de todo o Norte de África e mesmo de Império de Canem, na Nigéria.
A 6 de março de 1943 teve lugar em Médenine a Operação Capri (também conhecida Batalha de Médenine), parte da Campanha da Tunísia da Segunda Guerra Mundial, durante a qual os panzers do Afrika Korps alemão tentaram atrasar o ataque do 8º Exército Britânico, então estacionado na cidade, sobre a Linha Mareth. Esta era constituída por uma série fortificações construídas pelos franceses e usadas pelo Eixo para tentar deter o avanço dos Aliados a partir do leste, que ia da zona costeira de Gabès até ao norte de Médenine. O contra-ataque alemão cifrou-se num fiasco, tendo os combates sido abandonados no fim do mesmo dia.
Uma parte da cidade foi usada nas filmagens de Star Wars: Episódio I – A Ameaça Fantasma, de 1999.